# بارتون برادلي
بارتون برادلي هو لاعب هوكي الجليد كندي، ولد في 29 يوليو 1930 في Fort William, Ontario ‏ في كندا، وتوفي في 16 سبتمبر 2006.

## وصلات خارجية
- بارتون برادلي على موقع دوري الهوكي الوطني (الإنجليزية)
- بارتون برادلي على موقع قاعة مشاهير الهوكي (لاعب أن.إتش.أل) (الإنجليزية)
- بارتون برادلي على موقع EliteProspects.com (الإنجليزية)
- بارتون برادلي على موقع HockeyDB.com (الإنجليزية)
- بارتون برادلي على موقع Hockey-Reference.com (الإنجليزية)